# Federazione cestistica del Kenya
La Kenya Basketball Association è l'ente che controlla e organizza la pallacanestro in Kenya.
La federazione controlla inoltre la nazionale di pallacanestro del Kenya. Ha sede a Nairobi e l'attuale presidente è Vitalis Odhiambo Gode.
È affiliata alla FIBA dal 1965 e organizza il campionato di pallacanestro del Kenya.